# Ruelle Podkolokolny

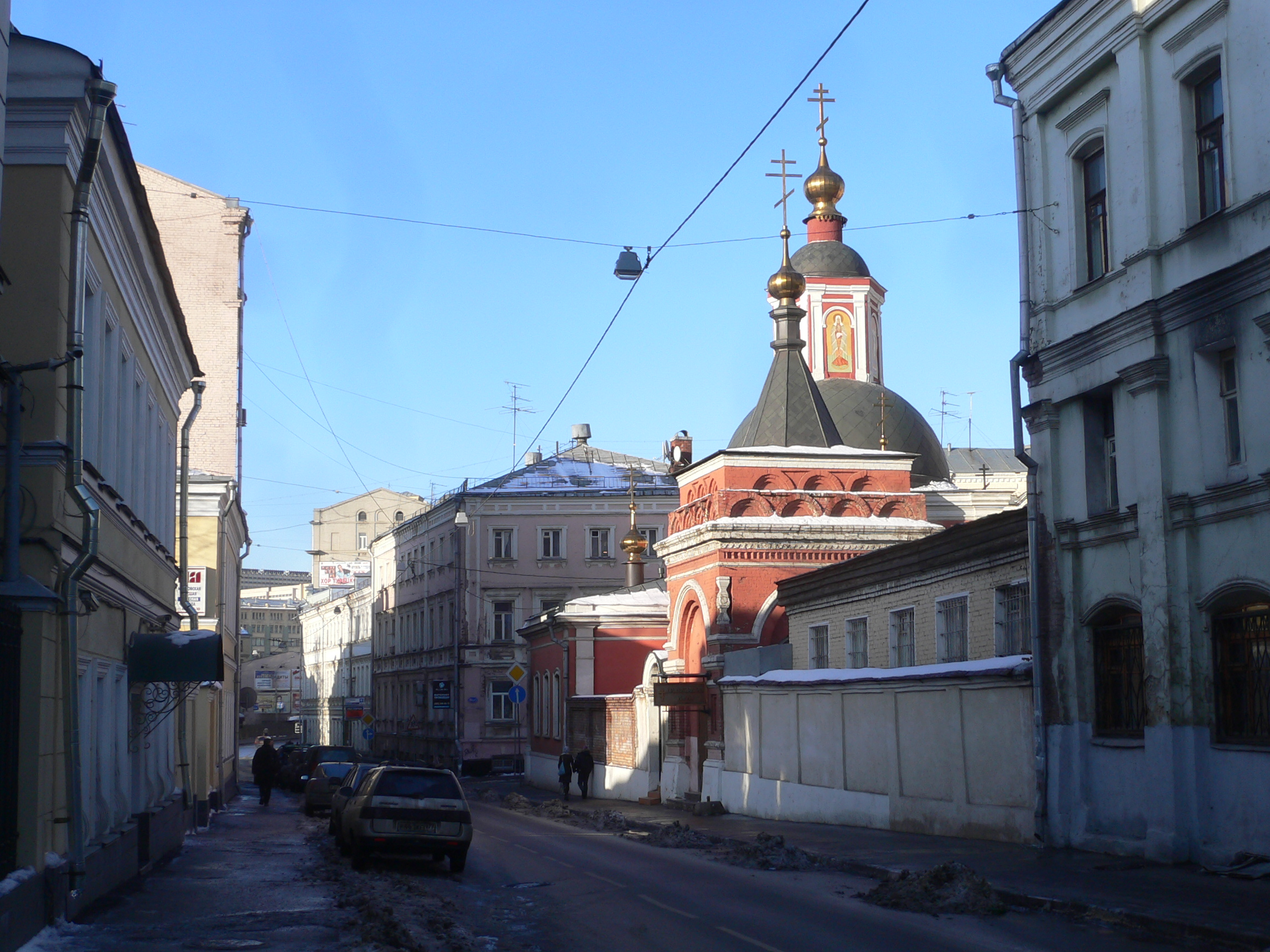
Vue de l'église Saint Nicolas dans la rue pokolokolny

La rue Podkolokolny (russe : подколокольный переулок) est une rue de Moscou.

## Situation et accès
Située dans le quartier de Khitrovka et longue d'environ 500 mètres, elle relie la rue Solianka à l'anneau des boulevards à hauteur du boulevard Pokrovski.
La station de métro la plus proche est Kitaï-Gorod, mais il existe de plus à hauteur du numéro 12 de la rue un accès de service au second réseau de métro (comme le réseau, l'accès est secret et le terrain gardé).

## Origine du nom
Le nom de la rue provient d'un clocher (russe : колокольня - kolokolnia), soit de l'église de la Mère de Dieu soit de celle de Saint Nicolas le Thaumaturge, situées toutes deux dans le bas de la rue.

## Historique
Depuis les années 1930 et jusque dans les années 1960 une ligne de tramway circulait dans la rue Podkolokolny (lignes А, 2, 24, 29, 31, 33, 40...).

## Bâtiments remarquables et lieux de mémoire
Côté impair :
- Église de Saint Nicolas le thaumaturge à Podkopaï, XVIIe siècle, à l'angle de la rue Podkopaïevsky.
- La maison Iarochenko, dans laquelle se trouvait la célèbre taverne « Katorga » (le bagne), au no 11.
- Le collège d'électroméchanique no 55 (démoli en 2010), au no 11a à l'emplacement de l'ancien marché Khitrov.
- La maison Karzinkine, XVIIIe – XIXe siècle, à l'angle avec le boulevard Pokrovsky.

Côté pair :
- Église de la Très Sainte Mère de Dieu sur la Flèche, XVIe siècle, au no 2 (à l'angle de la rue Solianka).
- La maison Roumiantsev, abritant dans le passé les tavernes « Sibir’ » (Sibérie) et « Peressylni » (l’exilé), au no 12/1.
- Bâtiment stalinien dit « la maison aux statues » (projet de I.A. Golossov), 1936, au no 16/2.
- Le palais du Général Khitrovo, XVIIIe siècle, au no 16a (dans la cour du précédent).